# Brookesia karchei
Brookesia karchei е вид влечуго от семейство Хамелеонови (Chamaeleonidae). Видът е застрашен от изчезване.

## Разпространение
Разпространен е в Мадагаскар.